# 美国联邦助理检察官

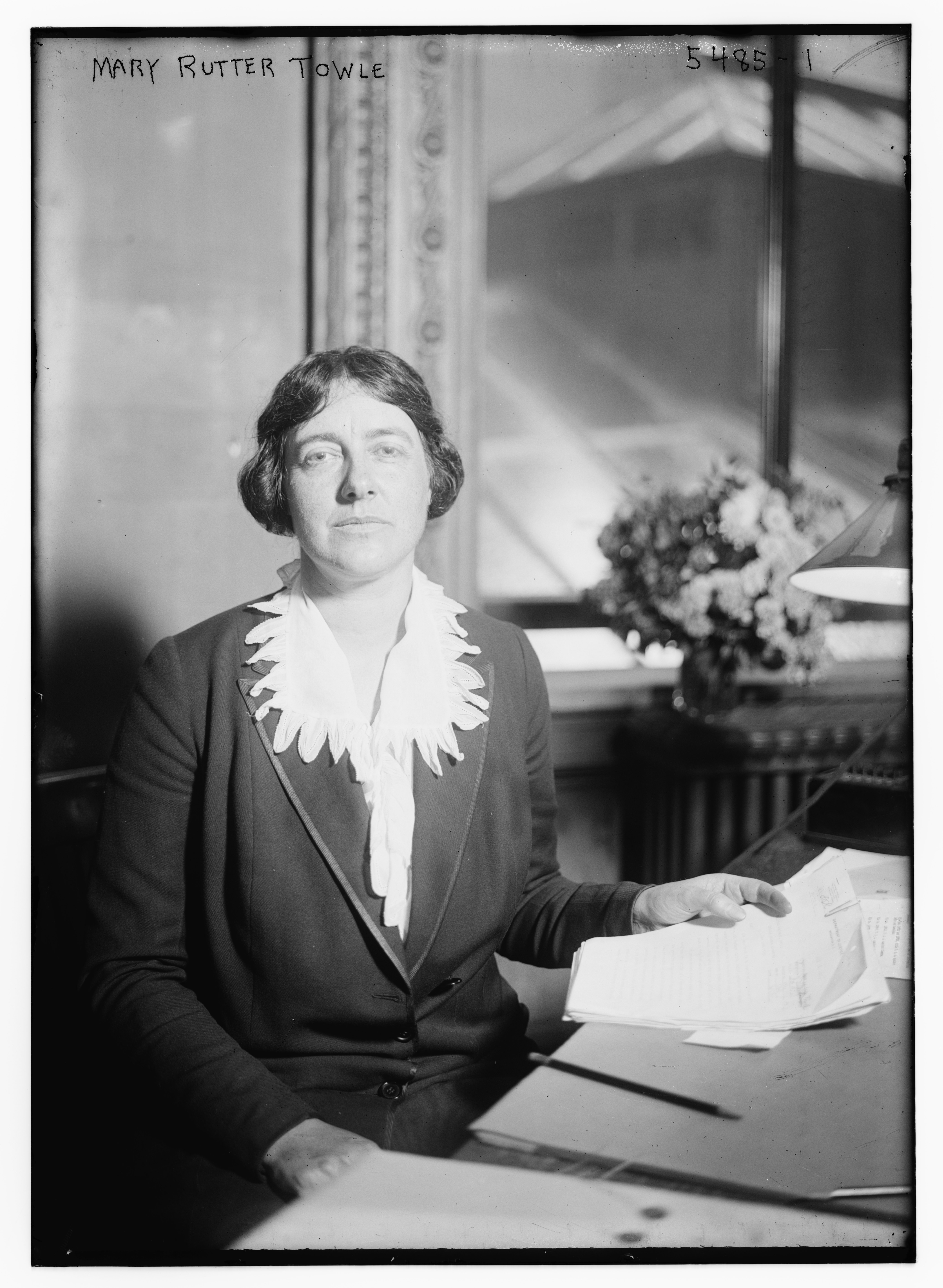
大约摄于1921年的玛丽·拉特·托勒，她说首批成为美国联邦助理检察官的女性之一

美国联邦助理检察官（英語：Assistant United States Attorney，AUSA）是美国司法部的正式公务员职位，属于各个美国联邦司法辖区的联邦检察官团队。联邦助理检察官负责代表美国联邦政府处理民事和上诉诉讼，有时还需要处理联邦刑事案件，其中在刑事部门工作的联邦助理检察官通常被称为联邦检控官（Federal Prosecutors）。

## 人员及职责
联邦助理检察官是职业公务员，美国司法部在2008年时雇用了大约5,800名联邦助理检察官。截至2022年，美国大约有6,300个联邦助理检察官。各个联邦检察官办公室的规模和雇用的联邦助理检察官数量差异显著。例如加州中区检察官办公室大约有280名联邦助理检察官，负责洛杉矶地区的事务，这是华盛顿州以外最大的司法部办公室。相比之下，南卡罗来纳州的联邦检察官办公室约只有62名助理检察官。
部分联邦助理检察官负责刑事领域，而其他部分成员则代表美国政府参与民事诉讼。
许多联邦助理检察官在司法部工作一段时间后又回到了私人律师行业，而其他部分联邦助理检察官则任职至退休。截至2020年，全美任职时间最长的联邦助理检察官已在小石城工作了50年。任职最年长的联邦助理检察官曾在纽瓦克的联邦检察官办公室工作。她于2019年去世，享年89岁。
全国联邦助理检察官协会是联邦助理检察官的行业协会，该协会代表联邦助理检察官的利益，负责敦促司法部和国会提高助理检察官的薪酬（与私人律师相比，他们的薪水较低）并提供更多的远程办公机会。截至2020年，联邦助理检察官的起薪大约为55,204美元。该薪资可能会根据当地的生活成本进行大幅调整，并且随着工作经验的积累而有望提升，其中最高可达176,200美元。

## 特别联邦助理检察官
联邦法律授权司法部长任命特别联邦助理检察官（SAUSA），负责“在公众利益需要时协助联邦检察官”。“特别联邦助理检察官”称号有时会授予与联邦检察官一起进行各种调查和起诉工作的州检察官（例如助理州检察官）。除了特定的非联邦雇员外，“特别联邦助理检察官”的称号也授予那些在非司法部机构（如社会保障署、美國郵政署或联邦调查局）工作的联邦律师，他们因其专业能力与联邦助理检察官合作。这些律师由各自的机构支付薪水，并被借调至美国检察官办公室工作一段时间。此外被借调到其他地区或从首席大法官转至特定办公室的联邦助理检察官也有可能获得此称号。然而任命地方检察官或执法律师协助进行联合调查和起诉的做法，因可能引发利益冲突、选择性和报复性起诉，以及双重起诉和连续起诉等问题而受到批评。
同时还存在无薪的联邦助理检察官，他们的职责与其他联邦助理检察官相同，但不领取薪水。该职位通常由年轻律师担任，目的是为了建立“职业信誉”。